# Fininvest
Fininvest foi uma empresa de soluções financeiras, administradora de cartões de crédito. Foi fundada em 1961 e chegou a possuir mais de 260 agências, sendo 130 no Brasil.[carece de fontes?] A Fininvest foi comprada pelo Grupo Icatu em 1995 e no ano seguinte o Unibanco dividiu o controle com o Icatu e comprou a metade da empresa, a aquisição do controle total veio a ocorrer em 2000 e em 2009, após a fusão do Unibanco com o Banco Itaú, recebeu as lojas da financiadora Taií, antes do Itaú Unibanco decidir fechar a empresa em uma reorganização da área de crédito em 2011, com os cartões Fininvest sendo substituídos pelo Itaucard.
A empresa era conhecida também por patrocinar o quadro "Video Cassetadas" dentro do programa Domingão do Faustão da Rede Globo.